# Flaminio Vacca

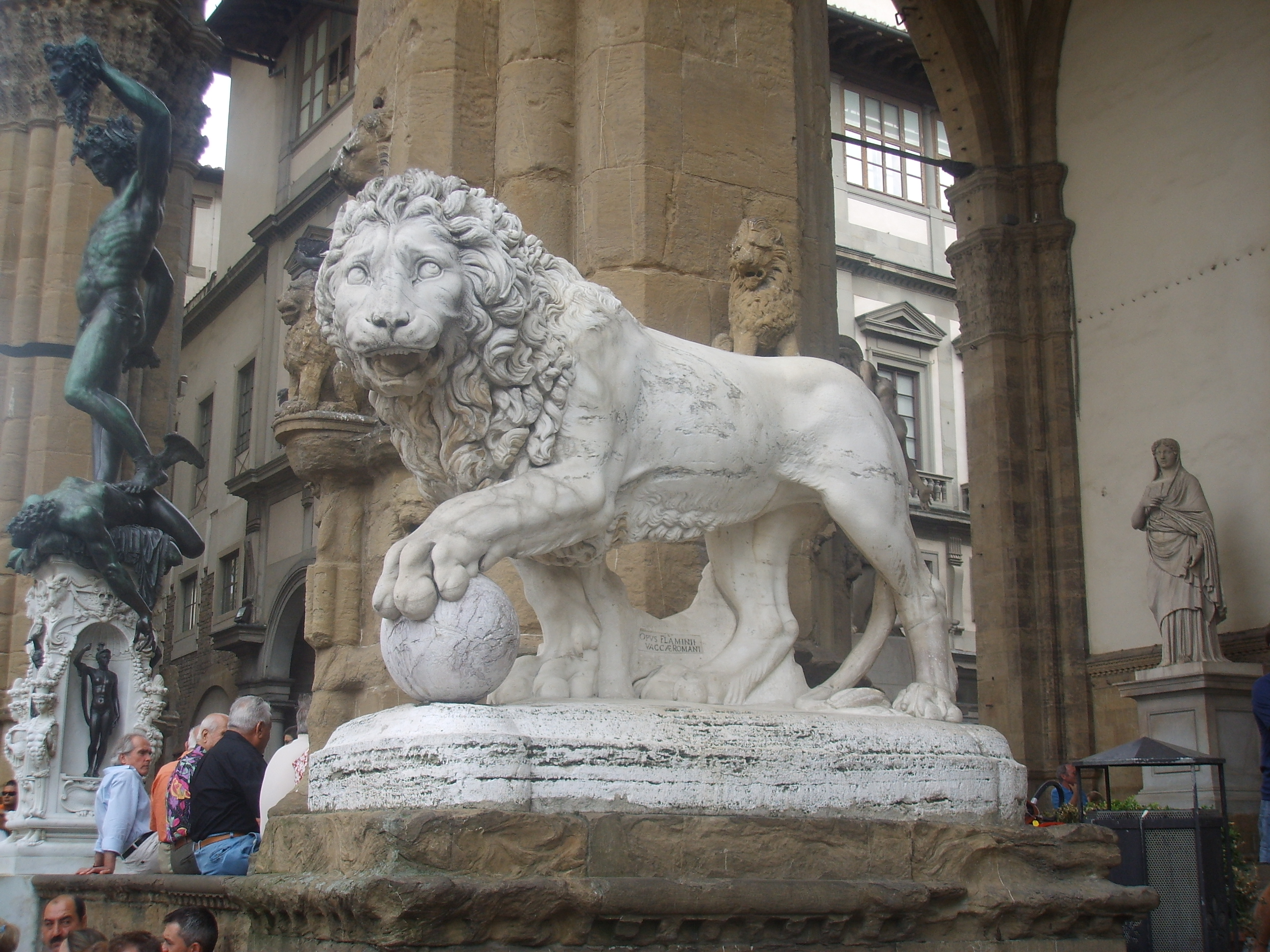
Leone della Loggia dei Lanzi a Firenze

Flaminio Vacca (Roma, 1538 – Roma, 26 ottobre 1605) è stato uno scultore italiano, di famiglia spagnola con casa nel rione Colonna.

## Biografia
Dopo il tabernacolo in marmo realizzato per la cappella del Sacramento nella chiesa di san Lorenzo a Spello nel 1587, Vacca realizzò, a Roma, le seguenti opere:
- 1588: la statua di Francesco d'Assisi per la tomba di Pio V nella Cappella Sistina di Santa Maria Maggiore.
- 1588-1589: partecipazione all'ornamentazione della Fontana del Mosè (altorilievo di "Gedeone che sceglie i soldati dal loro modo di bere" Giudici 7,2-7 e stemma di Sisto V nel coronamento).
- 1592-1593: le statue di Giovanni Battista e di San Giovanni evangelista nel transetto destro della Chiesa Nuova, e uno degli angeli di marmo della terza cappella a destra della chiesa del Gesù[2], opere firmate.
- 1600: uno dei due leoni che fiancheggiavano la scalea di Villa Medici, accoppiato ad un originale antico. Queste sculture furono poi sostituite da copie, quando Ferdinando I de' Medici divenuto granduca di Toscana, portò a Firenze i leoni di Villa Medici per collocarli ai lati della Loggia dei Lanzi.

A Vacca sono attribuiti anche i profeti Ezechiele e Daniele in Santa Susanna.

Nel 1572 fu cooptato nella Congregazione dei Virtuosi al Pantheon, il che gli valse di esservi a suo tempo inumato, sotto una lapide (ancora esistente) che recita:

Nel 1594 pubblicò le Memorie di varie antichità trovate in diversi luoghi di Roma.
Le Memorie di Vacca sono una fonte primaria (il tipico inizio delle sue 122 schede è "Mi ricordo...") e ricca di dettagli, anche umani, circa le scoperte di sculture e varie "antichità romane" nel tardo Cinquecento, e anche circa la distruzione di materiali antichi scaturita dai programmi urbanistici di Sisto V. 
Nel 1599 fu eletto "Principe" dell'Accademia di San Luca. Il suo ritratto del 1599 è conservato nella Protomoteca capitolina.